# Quintus Aemilius Lepidus (consul en -21)
Quintus Aemilius Lepidus (possiblement Quintus Aemilius Lepidus Bardula) est un sénateur et un homme politique de l'Empire Romain.

## Famille
Issue de l'ancienne gens patricienne des Aemilii, il est le fils de Manius Aemilius Lepidus, consul en -66, le nom de sa mère nous est inconnu.

## Biographie
Il est né vers l'an -60.
Il est assumé que Quintus Aemilius Lepidus est le Bardula nommé par Appien dans son Histoire romaine. En effet, Appien raconte qu'un certain Marcus (que l'on identifie à Marcus Lollius) qui est un légat de Marcus Iunius Brutus qui, après la Bataille de Philippe, est proscrit. Se cachant en esclave, il a été acheté par Lepidus, qui l'identifie et devient son ami à Rome. Lepidus est allé voir Agrippa, qui lui-même intercède en son nom auprès d'Octave, qui lui a assuré que le nom de Lollius est supprimé de la liste des proscriptions.
Dans les années -40 à -38, il est triumvir monétaire pour le compte de Marc Antoine, à Pergames, frappant des Cistophori (équivalent du tétradrachme) à l'effigie d'Antoine. Ainsi, en -31, il a combattu aux cotés d'Antoine durant la bataille d'Antium. Il n'a été libéré que lorsque Marcus Lollius a intercédé pour lui auprès d'Octave, lui rendant ainsi ses faveurs.
En -21, un deuxième poste consulaire était disponible après qu'Auguste ait décidé de ne nommer personne pour le poste. Après une longue et rancunière élection, et les longues disputes d'un des compétiteurs, Lucius Junius Silanus, qui a atteint un tel point que beaucoup de gens demandèrent à Auguste d'y mettre fin, Lepidus est alors élu consul avec pour collègues son vieil ami Marcus Lollius.
Lepidus fait partie du collège des Quindecimviri Sacris Faciumdis, il en est probablement membre depuis l'époque des guerres civiles, et il participe aux jeux séculaires de -17.
Vers -15, il est Proconsul d'Asie.